# 문장초등학교 (경북)
문장초등학교는 대한민국 경상북도 구미시에 있는 공립 초등학교이다.

## 학교 연혁
- 2003.03.21. 원호남부초등학교 설립 인가
- 2004.03.01. 문장초등학교 개교(초등 30학급 편성)
- 2005.03.01. 교육인적자원부 지정 U-러닝 연구학교 운영(3년간)
- 2006.03.01. 병설유치원 개원(1학급)
- 2009.03.01. 경상북도교육청지정 디지털교과서 연구학교 운영(2년간)
- 2010.07.01. 교육과학기술부지정 사교육절감형 창의경영학교 운영(3년)
- 2012.03.01. 경상북도교육청지정 스마트교육 연구학교 운영(2년간)
- 2013.02.10. 경상북도교육청 학교평가 최우수교 및 eduTop 우수교 선정
- 2013.11.29. 제7회 교육정보화연구대회학교경영분과 전국최우수교 선정
- 2014.09.01. 제6대 서옥선 교장 부임
- 2015.02.11. 제8회 병설유치원 졸업(졸업생 총 수 204명)
- 2015.02.13. 제11회 졸업(졸업생 총 수 1,411명)
- 2015.03.01. 일반학급 19학급, 병설유치원 2학급 편성

## 참고 자료
- 문장초등학교 - 한국교육학술정보원 학교알리미